# Bayram Şit
Bayram Şit (Denizli, 1930 – Ancara, 29 de maio de 2019) foi um lutador de luta livre olímpica turco.

## Carreira
Foi vencedor da medalha de ouro na categoria de 57-62 kg em Helsínquia 1952.
Faleceu em 29 de maio de 2019 aos 89 anos de idade.